# 博泉街
博泉街（英語：Pok Chuen Street），是香港沙田區的一條街道，位於沙田水泉澳，由水泉坳街開始貫穿水泉澳邨，並於近樂泉樓位置設有一個迴旋處暨小巴站，最後止於東華三院蔡榮星小學永久校舍前方。

## 歷史
博泉街的興建與水泉澳一帶的發展息息相關。早於1998年，政府完成《沙田區建屋地點可行性研究》，有意將香粉寮（沙田4C及38A區）、水泉澳（沙田52區）連同新九肚（沙田56A區）一帶發展成為住宅區，並於2001-04年間平整水泉澳前挖土區的土地。在平整工程完成後，政府開始在水泉澳一帶闢建道路及基礎設施，而博泉街為整個項目中的其中一條道路，於2010年完工。
整個水泉澳區域的道路（包括博泉街），均已於2010年4月9日獲刊憲命名，並於同年通車，以配合水泉澳邨在翌年動工。

## 沿線交匯道路
- 多石街
- 博泉徑

## 沿線主要建築物
- 水泉澳邨
- 水泉澳廣場
- 東華三院蔡榮星小學（永久校舍）
- 水泉澳食水配水庫